# Triumph Bandit-serie
De Triumph Bandit-serie was een kleine serie 350cc-motorfietsen die het Britse merk Triumph uit Meriden in 1970 ontwikkelde maar nooit op de markt bracht. Het zustermodel was de BSA Fury.

## Voorgeschiedenis
BSA had in 1951 het concurrerende merk Triumph overgenomen van eigenaar Jack Sangster. De BSA-groep bestond toen behalve uit BSA en Triumph ook nog uit Ariel, New Hudson en de carrosseriefabriek Carbodies (de bouwer van de Londense taxi's). In tegenstelling tot Associated Motor Cycles (AJS, Matchless, Norton en James), dat badge-engineering toepaste en dezelfde modellen onder verschillende merknamen leverde, behielden de merken van de BSA-groep hun eigen gezicht. Vooral Triumph en BSA waren concurrenten binnen het eigen bedrijf. In de jaren zestig waren de belangrijkste producten de 650cc-paralleltwins waarmee men ook in de Verenigde Staten succesvol was. De opkomst van de Japanse merken baarde de Britten nog geen zorgen, omdat ze uitsluitend lichte modellen leverden. Dat veranderde met de komst van de Honda CB 450, die weliswaar niet echt zwaar was, maar met zijn dubbele bovenliggende nokkenas 43 pk leverde, terwijl in die tijd (1965) de 500cc-Triumph Tiger 100 SS slechts tot 34 pk kwam. De dreiging van de Honda CB 750 in 1964 dwong de BSA-groep tot de ontwikkeling van de BSA Rocket 3/Triumph Trident-driecilinders die in 1968 op de markt kwamen. Die konden de Honda geen partij bieden qua vermogen en vooral betrouwbaarheid en gebruiksvriendelijkheid.

## BSA Fury/Triumph Bandit

### Edward Turner, Bert Hopwood en Doug Hele
Edward Turner, zelf een voormalig constructeur en de ontwikkelaar van de Ariel Square Four en de Triumph Speed Twin, was in 1964 met pensioen gegaan als bestuursvoorzitter van de BSA-groep en directeur van Triumph. Hoewel hij weliswaar vaak maar nooit fijn had samengewerkt met constructeur Bert Hopwood, vroeg hij Hopwood toch hem op te volgen als directeur van Triumph. De leiding van de BSA Group, verstoken van enige kennis van motorfietsen, nam echter vaak beslissingen zonder Hopwood te raadplegen. Hopwood en constructeur Doug Hele hadden van de in 1966 overleden bestuursvoorzitter Harry Sturgeon opdracht gekregen om een 250cc-driecilinder met bovenliggende nokkenas te ontwikkelen. Zonder dat Hopwood het wist had een van de bestuursleden aan de Amerikaanse importeurs een 350cc-machine beloofd, de gepensioneerde Turner gevraagd die te ontwikkelen en bovendien een aantal ingenieurs van het Group Engineering Centre in Umberslade Hall ter beschikking gesteld. Toen de tekeningen klaar waren kregen Hopwood en Hele in 1968 van de nieuwe bestuursvoorzitter Lionel Jofeh de opdracht hun werk aan de driecilinder te staken en Turner's 350cc-tweecilinder te gaan bouwen. Hopwood was woedend. Hij schreef aan Jofeh: "U zult zich herinneren dat, toen ik u sprak, ik tot in detail de redenen doornam waarom ik weiger iets te maken te hebben met Edward Turner's 350cc-tweecilinderontwerp en ik stelde u voor dat een andere persoon verantwoordelijk moest worden gesteld. Om uw geheugen op te frissen, er is zoveel fundamenteel mis met het ontwerp dat, als dit zou worden gecorrigeerd, er weinig van de oorspronkelijke lay-out over zou blijven. Ik heb u gezegd dat niemand bij zijn volle verstand dit met een vaarboom zou aanraken, omdat ik uit ervaring uit het verleden weet dat hij zou worden beschuldigd van het veroorzaken van vertragingen en het onnodig wijzigen van een perfect gezond ontwerp". Hopwood accepteerde de opdracht uiteindelijk toch, op voorwaarde dat Edward Turner in de toekomst geen "uitleeningenieurs" zou krijgen. Zijn mening werd versterkt omdat Turner intussen royalty's voor zijn ontwerp had gevraagd. Turner's reactie bleef niet uit. Hij schreef aan Jofeh: "Ik ken Hopwood goed genoeg om te weten dat hij het project met een of twee jaar zal vertragen. Omdat deze brief binnen het bedrijf circuleerde, zag Hopwood geen andere mogelijkheid dan terug te slaan. Als eerste publiceerde hij een brief waarin hij de successen, maar ook de mislukkingen van Turner's ontwerpen aanhaalde, alsmede zijn eigen succesvolle BSA's en Nortons. In oktober 1968 volgde een tweede brief, waarin hij verslag deed van de eerste tests met de Bandit: 1500 mijl, niet sneller dan 100 km/uur en twee gebroken krukassen en een beschadigd kleppenmechanisme. De machine verbruikte vier liter olie per 100 mijl. In een latere test van 5400 mijl moest de motor vier keer helemaal herbouwd worden door problemen met krukassen, pistonpennen en lagers. Het frame was herzien en de voorvork was gewoon gevaarlijk. Hopwood zag meer in het doorontwikkelen van de BSA Bantam die daardoor slechts 3 pond duurder zou worden en ook in de Verenigde Staten verkocht kon worden. Het ontwerp van de Bantam was met de komst van de Bantam D13 en D14 gemoderniseerd.
Hopwood kreeg echter opnieuw de opdracht om de machine rijklaar te maken, met minimale vervanging van onderdelen. Toch werd het een grote operatie:
- De krukas was te dun en moest vervangen worden.
- De 360º-krukas werd vervangen door een 180º-krukas.
- De tandwieltrein die de nokkenassen aandreef was onbetrouwbaar en werd vervangen door een ketting
- Het carter moest groter worden omdat er geen ruimte voor de smeerolie was om terug te stromen naar het carter.
- Het vliegwiel was te klein, waardoor het te weinig massatraagheid had om de motor regelmatig te laten draaien.
- Hopwood wilde ook de hoek tussen de kleppen kleiner maken, maar deze operatie zou te duur worden.
- Zowel het frame als de voorvork moesten om veiligheidsredenen vervangen worden. Het nieuwe dubbel wiegframe werd ontworpen door coureur Rob North.
- De algehele betrouwbaarheid moest verbeteren.
- De futuristische "Martini Shaker"-uitlaten werden vervangen door meer normale exemplaren.
- Waarschijnlijk om kosten te besparen werd de schijfrem in het voorwiel vervangen door een trommelrem

### Triumph P30
Het project kreeg aanvankelijk de naam "P30", maar Triumph koos voor de namen Triumph Tiger 90 en BSA Apollo. Het model was met het oog op de Europese en Amerikaanse markt in spiegelbeeld gebouwd. Britse motorfietsen hadden vrijwel altijd de voetrem links en de versnellingspook en de kickstarter rechts, maar dat was nu dus andersom. Dat was allemaal nieuw voor Triumph, net als de vijfversnellingsbak, de startmotor en de korteslagmotor die een hoog toerental moest gaan draaien. Turner mikte op een topsnelheid van 167 km/uur, maar testrijder Percy Tait meldde zelfs 180 km/uur na een test in 1968. Om marketingtechnische redenen moesten ook de namen "Triumph Tiger 90" en "BSA Apollo" sneuvelen. Triumph had al de 350cc-Tiger 90 (die door de nieuwe machine opgevolgd zou moeten worden) en de naam Apollo werd wellicht te veel gelinkt aan het Apolloprogramma van de NASA of zelfs aan het geflopte Ducati Apollo-project uit 1964. Zo werden de nieuwe namen Triumph Bandit en BSA Fury.
Halverwege 1970 werden er al prototypen getest door Britse en Amerikaanse motorjournalisten. Hoewel grotendeels tevreden, meldden zij ook enkele gebreken, zoals de lange slag van het schakelpedaal, slecht afleesbare instrumenten, een zwakke achterrem en een te korte kabel van de toerenteller, die een olielekkage veroorzaakte. Maar de ontwikkeling was immers nog niet afgerond waardoor deze kleinigheden nog verholpen konden worden.

### Financiële problemen
In het voorjaar van 1971 ging de marketingcampagne van start. Er werden advertenties geplaatst en brochures gedrukt. Maar de constructeurs worstelden nog steeds met kinderziekten die niet opgelost konden worden zonder de productiekosten te verhogen, terwijl in die periode de levensvatbaarheid van de BSA-groep al twijfelachtig werd. Daar kwam nog bij dat intussen ook weer begonnen was met een ander geldverslindend project: een 350cc-driecilinder voor de Amerikaanse markt. Voor de BSA-groep waren al deze problemen te groot. Het doorontwikkelen van de machines was te duur en als men dat niet deed verwachtte men hoge garantieclaims.
BSA leed in 1972 een verlies van 3 miljoen pond, terwijl de schuld al 22 miljoen pond bedroeg. Het ging nog in hetzelfde jaar failliet. Triumph leefde nog tot 1973, toen het samen met Ariel en Carbodies werd opgenomen in Norton-Villiers-Triumph.

### Triumph Bandit E35R
De Triumph Bandit E35R was het basismodel, dat ook als "BSA E35R Fury" op de markt zou komen. De "R" stond voor "road".

#### Motor
De motor was een dwarsgeplaatste luchtgekoelde tweecilinder met een licht voorover hellend cilinderblok en dubbele bovenliggende nokkenas die door een ketting aan de linkerkant werd aangedreven. Ze had accu-bobine-ontsteking en twee Amal Concentric 26mm-carburateurs. De compressieverhouding bedroeg 9,5:1 en de motor leverde 34 pk bij 9.000 tpm.

#### Transmissie
Op het rechter uiteinde van de krukas zaten twee tandwielen: een dubbel voor de duplexketting die de meervoudige natte plaatkoppeling aandreef en een enkel voor de startmotorketting. Daarnaast zat ook nog de Lucas-wisselstroomdynamo. De machine had een voetgeschakelde vijfversnellingsbak en kettingaandrijving naar het achterwiel.

#### Rijwielgedeelte
De Bandit had een dubbel wiegframe met een normale telescoopvork (de vork met buitenliggende veren was vervallen) en een swingarm achter. Beide wielen hadden aluminium trommelremmen, waarbij de voorrem een forse luchthapper had.

### Triumph Bandit E35SS
Bij naam Bandit E35SS stond "SS" voor Street Scrambler. Het was een straatmachine met het uiterlijk van een scrambler. Daarom had de machine aan de rechterkant twee upswept pipes met een fors zwart hitteschild. Bij dit model waren startmotor en richtingaanwijzers een optie.

## Galerij

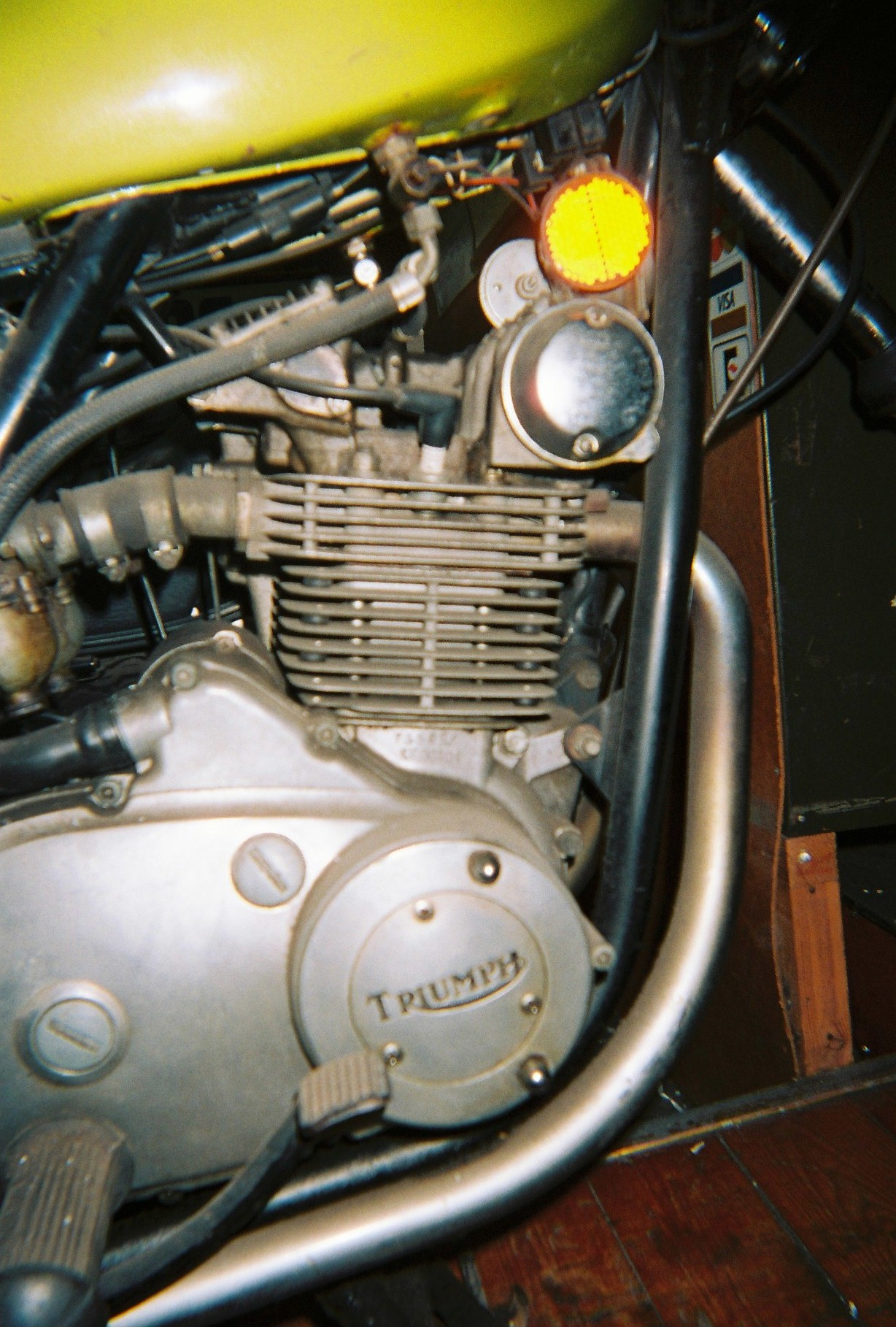
Het motorblok in 1971, in dit geval van een Triumph Bandit, met het rempedaal aan de rechterkant en de startmotor achter het cilinderblok.
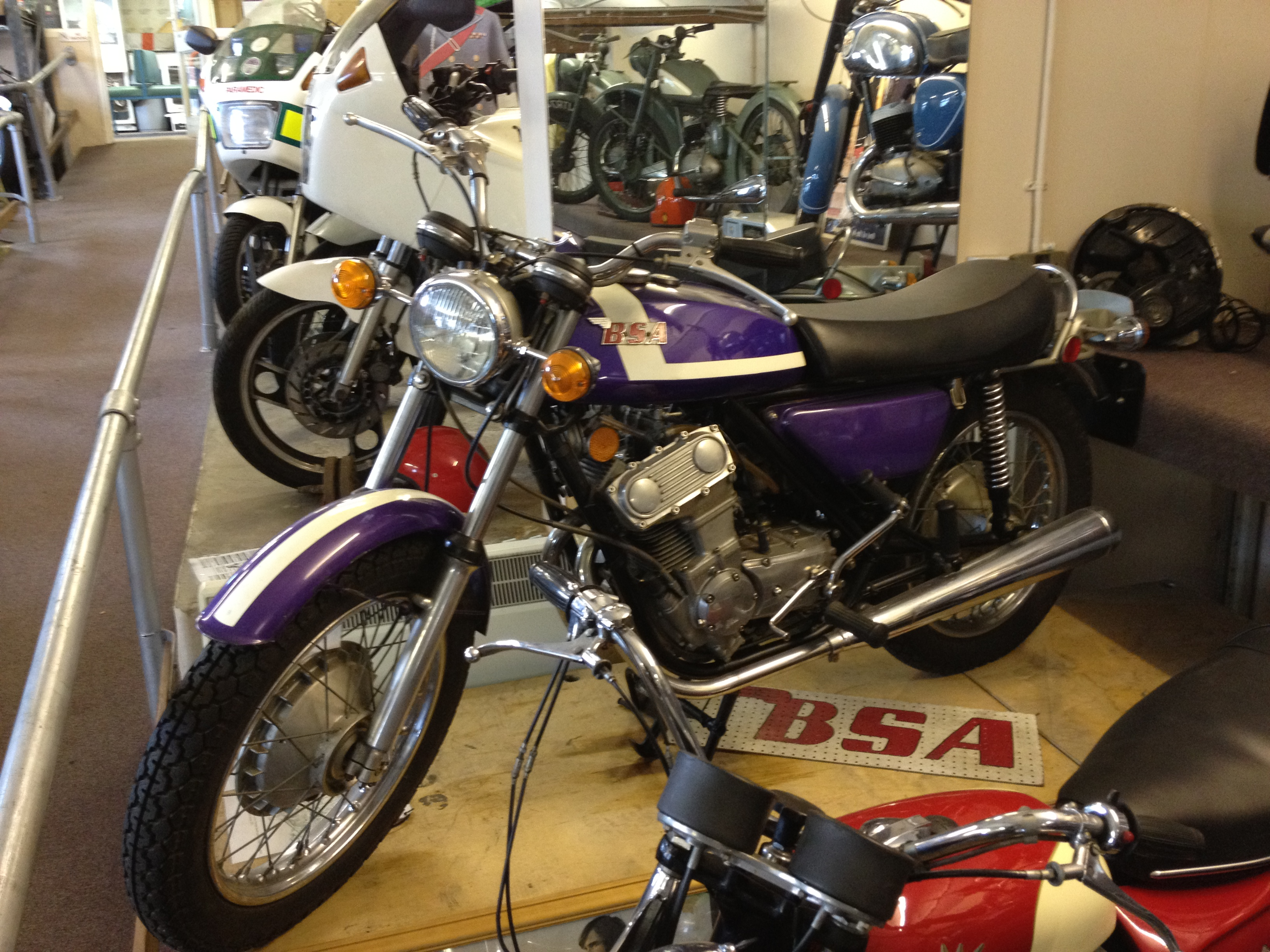
BSA Fury